# Terry Hall
Terence Edward Hall, detto Terry (AFI [ˈtɛɹi hɔːl]; Coventry, 19 marzo 1959 – 18 dicembre 2022), è stato un cantante e musicista britannico.

## Biografia
Fu il cantante del gruppo The Specials (dal 1979 al 1981 e poi di nuovo dal 2008) e lavorò con altre band quali Fun Boy Three, The Colourfield, Terry, Blair & Anouchka e Vegas. Nel corso della sua carriera pubblicò inoltre due album da solista e collaborò con una lunga serie di artisti e gruppi, tra cui David A. Stewart, Bananarama, Lightning Seeds, Sinéad O'Connor, Stephen Duffy, Gorillaz, Damon Albarn, D12, Tricky, Junkie XL, Lily Allen, Shakespears Sister e Nouvelle Vague.
Terry Hall è morto nel 2022 per un tumore al pancreas.

## Vita privata
Si sposò due volte ed ebbe tre figli.

## Discografia parziale
The Specials
- 1979 - The Specials
- 1980 - More Specials

Fun Boy Three
- 1982 - Fun Boy Three
- 1983 - Waiting

The Colourfield
- 1985 - Virgins & Philistines
- 1987 - Deception

Terry, Blair & Anouchka
- 1990 - Ultra Modern Nursery Rhymes

Vegas
- 1992 - Vegas

Solista
- 1994 - Home
- 1997 - Laugh
- 2003 - The Hour of Two Lights (con Mushtaq)